# 太平镇 (天津市)
太平镇，是中华人民共和国天津市滨海新区下辖的一个乡镇级行政单位。
2020年7月，全国爱卫会命名太平镇为2017-2019周期国家卫生乡镇。

## 行政区划
太平镇下辖以下地区：
太平村、远景二村、红星村、六间房村、东升村、友爱村、刘庄村、窦庄子村、翟庄子村、五星村、大道口村、苏家园村、大村、崔庄村、郭庄子村、前十里河村、后十里河村、邱庄子村和大苏庄村。